# Genesis of the Daleks
A Genesis of the Daleks a Doctor Who sorozat hetvennyolcadik része, amit 1975. március 8.-a és április 12.-e között vetítettek hat epizódban.
Az történet a sorozat egyes rajongóik szerint az egyik legjobb.

## Történet
A Doktor, Sarah és Harry a Narva űrállomásra teleportálnak vissza, azonban egy Idő Lord eltéríti őket és a Skaro bolygón kötnek ki. A thal és kaled nép már 1000 éve háborúzik itt egymással. Az Idő Lord közli a Doktorral, hogy meg kell akadályoznia a dalekok létrehozását vagy legalábbis tenni kell róla, hogy ne legyenek olyan agresszívak. Egy Davros nevű kaled tudós épp most alkotja meg a mutánsokat tartalmazó gépeket...

## Epizódok listája
| Epizód sorszáma | Bemutató napja    | Hossza | Nézők száma (millió) |
| --------------- | ----------------- | ------ | -------------------- |
| 1               | 1975. március 8.  | 24:30  | 10,7                 |
| 2               | 1975. március 15. | 24:51  | 10,5                 |
| 3               | 1975. március 22. | 22:38  | 8,5                  |
| 4               | 1975. március 29. | 23:38  | 8,8                  |
| 5               | 1975. április 5.  | 23:27  | 9,8                  |
| 6               | 1975. április 12. | 23:30  | 9,1                  |

## Könyvkiadás
A könyvváltozatát 1976. július 22.-n adta ki a Target könyvkiadó.

## Otthoni kiadás
- VHS-n 1991-n adták ki két kazettán a The Sontaran Experiment résszel együtt.
- DVD-n 2006. április 10.-n adták ki.
  - Amerikában 2006. június 6.-n adták ki.
  - Később a The Complete Collection Davros dobozban is kiadták.

### Fordítás
- Ez a szócikk részben vagy egészben  a   Genesis of the Daleks című angol Wikipédia-szócikk fordításán alapul.  Az eredeti cikk szerkesztőit annak laptörténete sorolja fel. Ez a jelzés csupán a megfogalmazás eredetét és a szerzői jogokat jelzi, nem szolgál a cikkben szereplő információk forrásmegjelöléseként.